# Stanisław Miedza-Tomaszewski

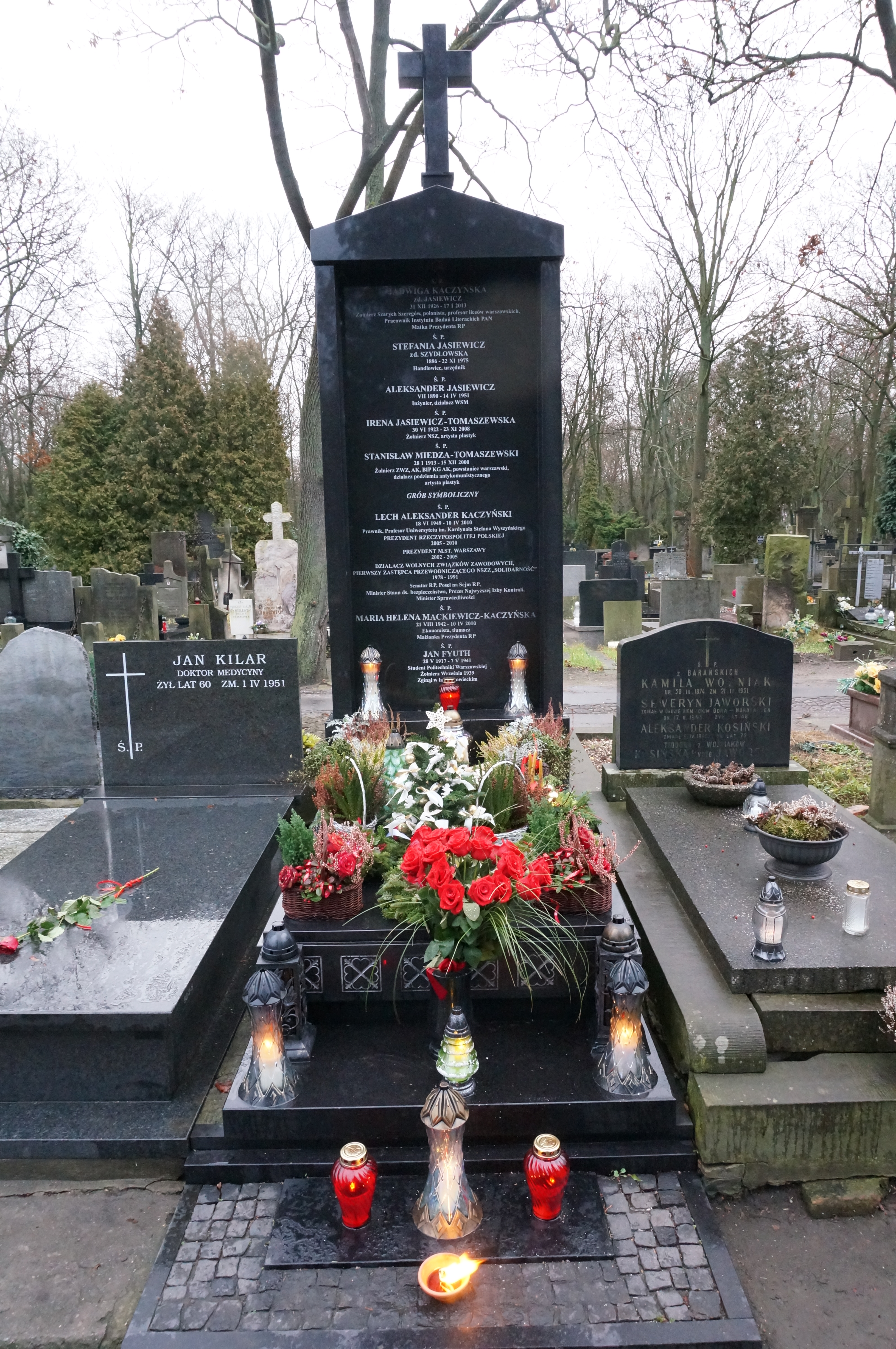
Grób Stanisława Miedzy-Tomaszewskiego i rodziny

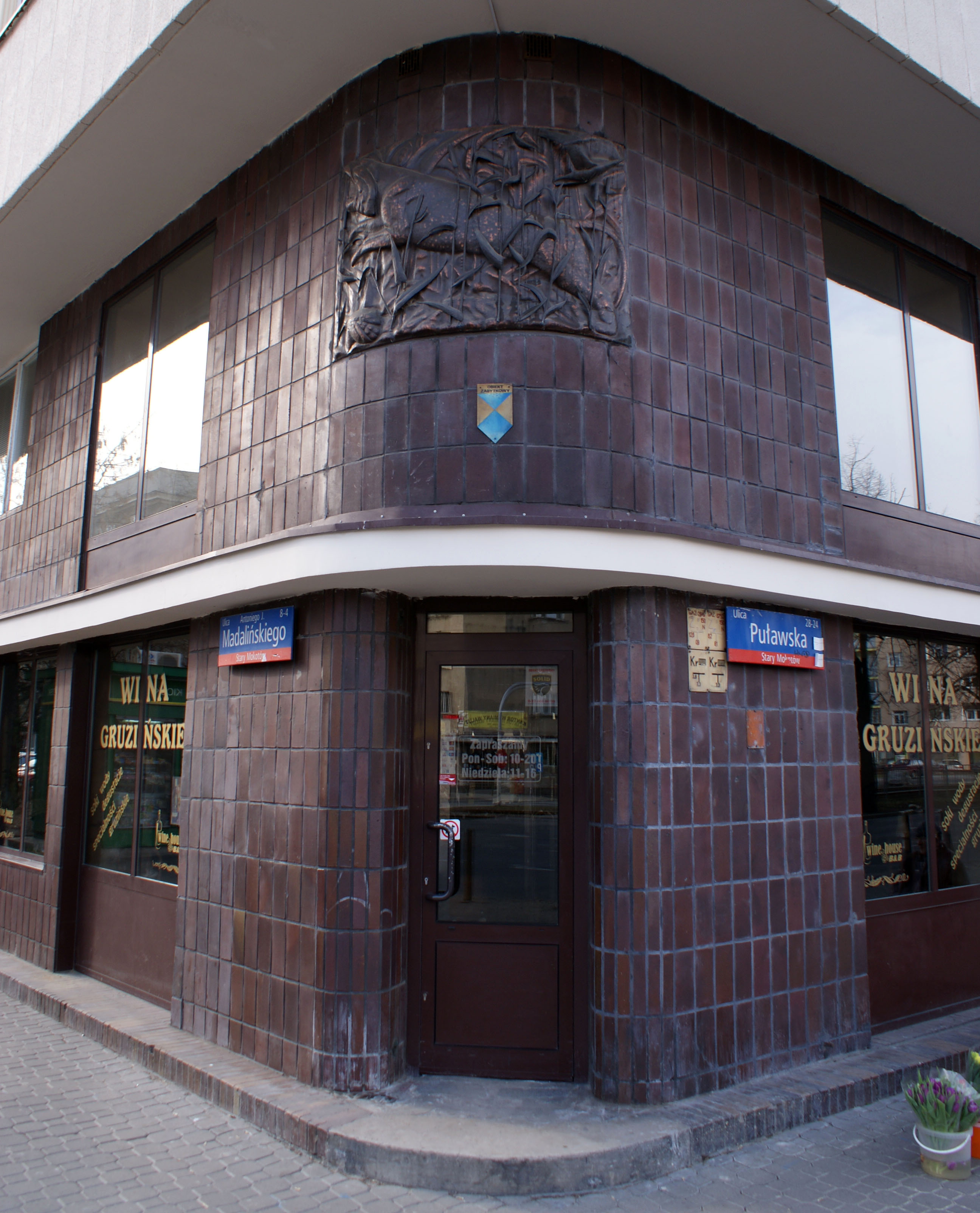
Płaskorzeźba Stanisława Tomaszewskiego Tygrys na fasadzie domu Wedla, Puławska 28, Warszawa

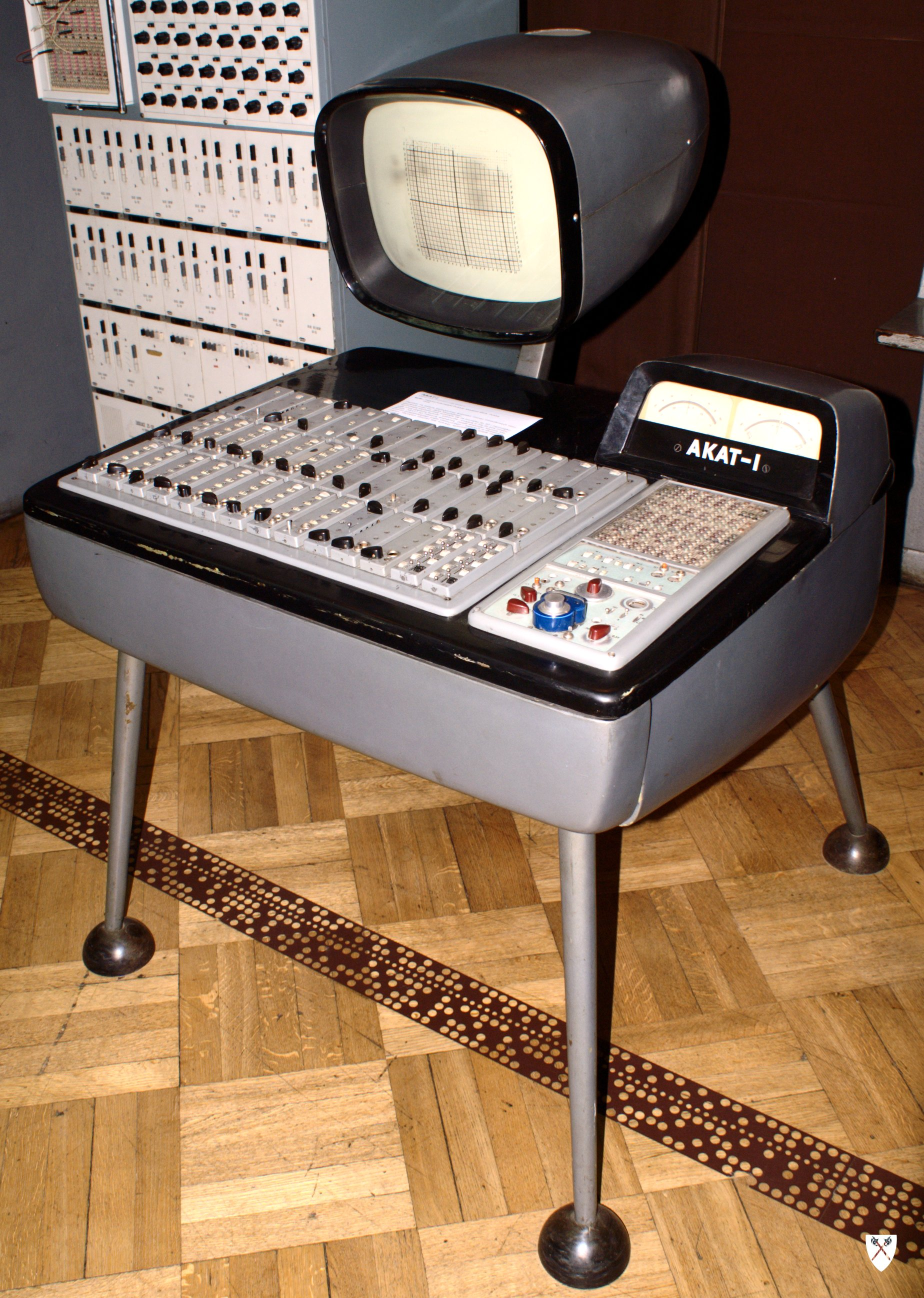
Obudowa komputera AKAT-1 (1959), współautorzy: Stanisław Miedza-Tomaszewski, Andrzej Jan Wróblewski, Olgierd Rutkowski, Stanisław Siemek

Stanisław Władysław Miedza-Tomaszewski, właśc. Stanisław Władysław Tomaszewski ps. „Bartoszek”, „Malarz”, „Miedza”, „Wiśniewski” (ur. 20 stycznia 1913 w Warszawie, zm. 15 grudnia 2000 tamże) – polski rysownik, plastyk, grafik, architekt wnętrz, żołnierz Armii Krajowej. Brat fotografa Jerzego Tomaszewskiego. Ojciec chrzestny prezydenta RP Lecha Kaczyńskiego.

## Życiorys
W latach 1935–1939 studiował architekturę wnętrz u Wojciecha Jastrzębowskiego i malarstwo u Karola Tichego na Akademii Sztuk Pięknych w Warszawie. Dyplom uzyskał w czerwcu 1939.
Podczas okupacji hitlerowskiej pracował w Departamencie Informacji, dokumentował zbrodnie Niemców na ziemiach polskich. Podobnie jak jego brat, oprócz fotografowania robił odbitki ze zdjęć przyniesionych przez Niemców do wywołania w zakładzie, w którym pracował. Dokumentacja ta wkrótce została przerzucona do Londynu i stanowiła dowód w procesach norymberskich.
We współpracy z Józefem Walaszczykiem pomagał Żydom w getcie, przemycając żywność, leki i dokumenty. We wrześniu 1941 Stanisław Miedza-Tomaszewski po aresztowaniu przez gestapo został osadzony w więzieniu na Pawiaku. Tam poddano go brutalnym torturom. Obawiając się, że nie wytrzyma dalszego śledztwa, Miedza-Tomaszewski poprosił o przesłanie trucizny. Władze konspiracyjne jednak się na to nie zgodziły. Zapadła za to decyzja o jego odbiciu. Pewnego dnia został wezwany do więziennego ambulatorium dentystycznego, gdzie został celowo zarażony tyfusem przez więźniów z konspiracyjnej komórki. Pozwoliło to na przeniesienie go do szpitala zakaźnego, gdzie udał nagły atak wyrostka robaczkowego. W związku z tym został przetransportowany do szpitala na Woli, gdzie również działała komórka konspiracyjna. Prof. Józef Grzybowski i dr Leon Manteuffel-Szoege przeprowadzili pozorowaną operację, w trakcie której pacjent został zamieniony na przygotowane zwłoki niedawno zmarłego mężczyzny. Lekarze oznajmili dyżurnemu agentowi gestapo, że pomimo udanego zabiegu operowany zmarł. W mieście ukazały się klepsydry Stanisława Miedzy-Tomaszewskiego i odbył się jego pogrzeb – on sam ukrywał się przez resztę okupacji. Ta niezwykła ucieczka stanowiła podstawę scenariusza filmu Umarłem, aby żyć.
Przed i po aresztowaniu aż do 1946 Miedza był jednym z projektantów Grobów Pańskich w kościele św. Anny w Warszawie. Groby Pańskie i żłóbki bożonarodzeniowe w tym kościele, nawiązujące do aktualnej sytuacji kraju, projektował także podczas stanu wojennego i do końca lat 80.
Brał także udział w Akcji N. W czasie powstania warszawskiego tworzył plakaty i znaczki dla podziemia (m.in. Poczty Polowej AK). Był autorem winiety konspiracyjnego Biuletynu Informacyjnego oraz okładek i rysunków do broszur i książek drukowanych przez Tajne Wojskowe Zakłady Wydawnicze. Projektował dywersyjne banknoty (najbardziej znana pięciomarkówka, podrzucana żołnierzom niemieckim jadącym na front wschodni, na pozór nieróżniąca się od oryginału, nosiła napis: 5 marek odszkodowania otrzyma twoja rodzina, gdy zginiesz na froncie wschodnim i podpis Hitlerowska rzeźnia).
Jako wuj Lecha i Jarosława Kaczyńskich złożył ich kandydatury na casting do głównych ról w filmie O dwóch takich, co ukradli księżyc z 1962.
Stanisław Miedza-Tomaszewski po wojnie wykładał na warszawskiej Akademii Sztuk Pięknych oraz był jednym z autorów socrealistycznej przebudowy wnętrz Hotelu Bristol, przeprowadzonej w latach 1952–1954 przez zespół: Kazimierz Biernacki, Stanisław Miedza-Tomaszewski, Jerzy Świdliński, Zenon Różewicz (wystrój niezachowany, usunięty podczas gruntownej renowacji Hotelu w latach 80. Opracował album Plakaty powstańczej Warszawy, wydany w Warszawie w 1989, opublikował też książkę Benefis konspiratora. 
Był współautorem z Andrzejem Janem Wróblewskim, Stanisławem Siemkiem i Olgierdem Rutkowskim obudowy komputera AKAT-1 w 1959, konstrukcji Jacka Karpińskiego.
Stanisław Miedza-Tomaszewski był ojcem chrzestnym prezydenta RP Lecha Kaczyńskiego oraz mężem Ireny, siostry Jadwigi Kaczyńskiej. Spoczywa na cmentarzu Powązkowskim w Warszawie (kwatera 92-2-9).

## Odznaczenia
- Krzyż Walecznych[2]
- Srebrny Krzyż Zasługi[2]
- Medal ZAiKS-u (1998)[9]
- Odznaka Honorowa ZAiKS-u (1993)[9]